# Сорр, Бертран
Бертран Сорр (фр. Bertrand Sorre) — французский политик, депутат Национального собрания Франции.

## Биография
Родился 8 мая 1965 года в Шербуре (департамент Манш). Преподавал в колледже Андре Мальро в Гранвиле. В 2001 году впервые был избран в совет приморского города-курорта Сен-Пер-сюр-Мер. В 2008 году занял пост первого вице-мэра, а после муниципальных выборов 2014 года был избран мэром Сен-Пер-сюр-Мера и вице-президентом ассоциации коммун Гранвиля.
На выборах в Национальное собрание 2017 года стал кандидатом партии «Вперёд, Республика!» по 2-му избирательному округу департамента Манш и сумел во 2-м туре победить многолетнего депутата, представителя партии Республиканцы Гюэнаэля Юэ. После этого, из-за запрета совмещения мандатов, ушел в отставку с поста мэра Сен-Пер-сюр-Мера.
Член Комиссии по культуре и образованию, он также был избран секретарем бюро Национального собрания и занимал эту должность с 1 октября 2019 года до окончания мандата 21 июня 2022 года. Имея опыт работы в сфере специального образования, Бертран Сорр занимается вопросами, связанными с получением образования инвалидами. В 2020 году он был докладчиком по законопроекту, направленному на приведение борьбы с допингом во Франции в соответствие принципам Всемирного антидопингового кодекса.
Депутат от прибрежного округа, где расположен Гранвиль, главный морской порт Франции, Бертран Сорр обращается к морскому министру Анник Жирарден в поддержку доступа нормандских и бретонских рыбаков к ловле рыбы в британских территориальных водах. Он выступает против промышленного рыболовства, в защиту кустарного и любительского рыболовства.
В октябре 2019 года вместе с двумя другими деятелями партии «Вперёд, Республика!» он опубликовал статью в защиту организации Чемпионата мира по легкой атлетике 2019 года и Чемпионата мира по футболу 2022 года в Катар.
На выборах в Национальное собрание в 2022 году Бертран Сорр вновь баллотировался во втором округе департамента Манш от президентского большинства и сохранил мандат депутата, набрав во втором туре 64,4 % голосов.

## Занимаемые должности
03.2001 — 30.03.2014 — член совета, первый вице-мэр города Сен-Пер-сюр-Мер 

01.04.2014 — 07.2017 — мэр города Сен-Пер-сюр-Мер 

с 18.06.2017 — депутат Национального собрания Франции от 2-го избирательного округа департамента Манш